# Diecezja Jeonju
Diecezja Jeonju (łac. Dioecesis Ieoniuensis, kor. 천주교 전주교구) – rzymskokatolicka diecezja ze stolicą w Jeonju, w Korei Południowej. Biskupi Jeonju są sufraganami arcybiskupów Gwangju.
31 grudnia 2010 w diecezji służyło 199 kapłanów, z czego 196 było Koreańczykami a 3 obcokrajowcami. W seminarium duchownym kształciło się 51 alumnów.
W 2013 w diecezji służyło 3 braci i 347 sióstr zakonnych.
Kościół katolicki na terenie diecezji prowadzi 2 kliniki oraz 35 instytucji pomocy społecznej.

## Historia
13 kwietnia 1937 papież Pius XI bullą Quidquid ad Christi erygował prefekturę apostolską Zenshu. Dotychczas wierni z tych terenów należeli do wikariatu apostolskiego Taiku (obecnie archidiecezja Daegu).
12 lipca 1950 zmieniono nazwę na prefektura apostolska Jeonju.
21 stycznia 1957 prefekturę apostolską Jeonju podniesiono do rangi wikariatu apostolskiego.
10 marca 1962 papież Paweł VI wyniósł wikariat apostolski Jeonju do rangi diecezji.

## Ordynariusze

### Prefekci apostolscy Zenshu i Jeonju
- Stephen Kim (1937–1941)
- Paul Chou (1941–1946)
- Bartholomew Kim Hyeon-bae (1947–1957)

### Wikariusze apostolscy Jeonju
- Bartholomew Kim Hyeon-bae (1957–1960)
- Peter Han Kong-ryel (1961–1962)

### Biskupi Jeonju
- Peter Han Kong-ryel (1962–1971) następnie mianowany arcybiskupem Gwangju
- Augustine Kim Jae-deok (1973–1981)
- Michael Pak Jeong-il (1982–1988) następnie mianowany biskupem Masan
- Vincent Ri Pyung-ho (1990–2017)
- John Kim Son-tae (od 2017)